# Tommy Armour III
Thomas Dickson Armour III (Denver, 8 oktober 1959) is een professioneel golfer uit de Verenigde Staten. 

## Biografie
Hij staat bekend als Tommy Armour III aangezien hij de kleinzoon is van Tommy Armour, die drie Majors gewonnen heeft.
Armour werd in 1981 professional. Hij speelde op de NIKE Tour, de voorloper van de Nationwide Tour, en behaalde daar twee overwinningen. Daarna speelde hij op de Amerikaanse PGA Tour. In 1990 was hij de beste in de Phoenix Open.
Toen hij de Texas Open in 2003 won met een score van 254, vestigde hij daarmee een record van de laagste score op een 72-hole wedstrijd. Dit record zou pas in 2017 worden verbroken door zijn landgenoot Justin Thomas. In 2006 verloor hij zijn kaart door een blessure maar in 2008 was hij weer volledig terug.
Sinds februari 2010 speelt hij op de Champions Tour. 

## Overwinningen

### Nike Tour
- 1994: NIKE Miami Valley Open, NIKE Cleveland Open

### Amerikaanse PGA Tour
- 1990: Phoenix Open
- 2003: Valero Texas Open

### Overige Tours
- 1983: Mexican Open
- 2007: Callaway Golf Pebble Beach Invitational
- 2008: Callaway Golf Pebble Beach Invitational
- 2014: Callaway Pebble Beach Invitational